# Württembergische G
Die G der Königlich Württembergischen Staats-Eisenbahnen waren Schlepptender-Lokomotiven mit fünf Kuppelachsen.

## Beschreibung
Diese Maschinen erregten durch ihre ungewöhnliche Konzeption in der Fachwelt aufsehen. Sie wurden für den Einsatz auf der Filstalbahn von Stuttgart nach Geislingen an der Steige entwickelt. Diese Strecke wies eine Trassierung mit sehr engen Radien auf. Deswegen erhielten die Lokomotiven ein Klose-Triebwerk, bei dem die vorderen und hinteren Achsen mit dem Rahmen und untereinander so verbunden waren, dass sie sich mittels eines von der Tenderkupplung bewegten Lenkwerkes an den jeweils durchfahrenen Kurvenradius anpassen konnten. Die Länge der Kuppelstangen wurde dabei über ein Hebelwerk entsprechend angepasst.
Angetrieben wurde die zweite Achse. Die Federung der Maschinen war in zwei Längsebenen angebracht. Die Fahrzeuge hatten einen Kessel mit Belpaire-Feuerbüchse und eine innenliegende Allan-Steuerung. Die Kolben der Niederdruckzylinder waren um 90 Grad gegeneinander versetzt; zwischen Nieder- und Hochdruckzylinder betrug die Kurbelversetzung 135 Grad.
Bei einer Anhängelast von 680 Tonnen erreichte die Lok bei einer Steigung von zehn Promille noch 13 km/h. Alle Maschinen wurden 1921 ausgemustert. Die Fahrzeuge besaßen Schlepptender der Bauart 2 T.